# Juliane av Hessen-Philippsthal

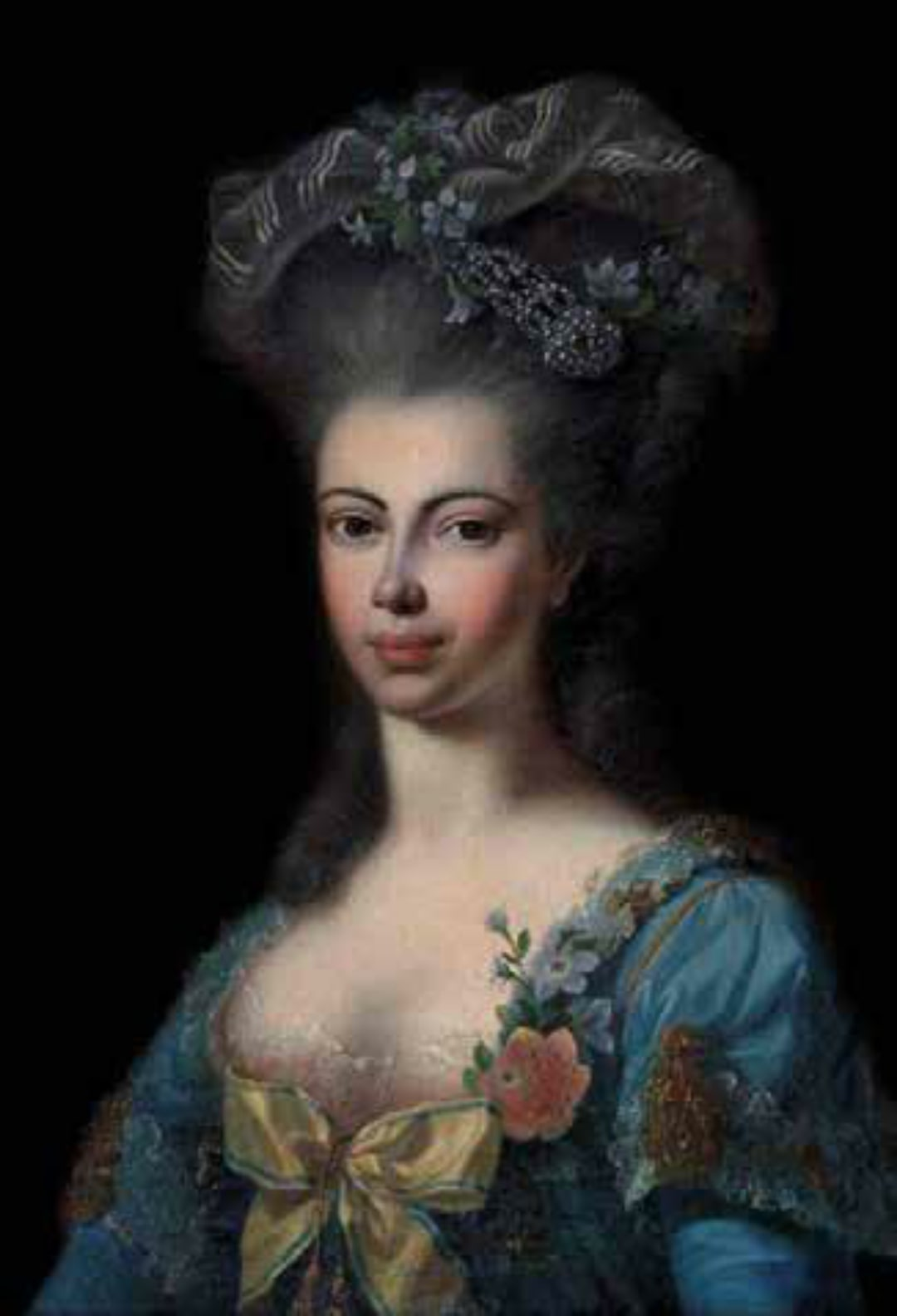
Juliane von Hessen-Philippsthal

Juliane Wilhelmine Luise von Hessen-Philippsthal, född 1761, död 1799, var en grevinna av Schaumburg-Lippe. Gift 1780 med greve Filip II Ernst av Schaumburg-Lippe (1723-1787). Hon var regent i Schaumburg-Lippe under sonens omyndighet 1787-1799.

## Biografi
Juliane blev regent som förmyndare för sin son tillsammans med Johann Ludwig av Wallmoden-Gimborn. Samma år ockuperades landet av lantgreve Wilhelm av Hessen-Kassel, men Juliane lyckades återerövra landet med hjälp från Hannover och Preussen. Omdömet om hennes regeringstid är positivt. Hon minskade på hovets utgifter, reformerade ekonomi och utbildning, förbättrade judarnas rättigheter och införde vaccination mot smittkoppor. Hon grundade kurbaden i Eilsen och slottet Hagenburg. 
Hon avled i en svår förkylning och hennes medarbetare Wallmoden-Gimborn fortsatte sedan ensam regeringen. 